# Kolodne (okres Ťačiv)
Kolodne, česky také Kolodnoje nebo Kolodné, ukrajinsky Колодне, maďarsky Darva, je obec v Ugljanské venkovské komunitě (hromadě) v okrese Ťačiv, v Zakarpatské oblasti Ukrajiny. V roce 2025 zde žilo 2119 obyvatel.

## Historie
Názvy: 1389: Darva, 1398: Darwa, 1411: Darwa, 1588: Darua, 1725: Darva, r. Kolodna, 1773: Darva, Kolodna, 1808: Darva, Kolodna, 1828: Darva, Kolodnoje, 1838: Darva, 1851: Darva, 1877: Darva, Kolodnoje, 1913: Darva, 1925: Kolodnoje, 1930: Kolodné, 1944: Darva, Колодное, 1983: Колодне, Колодное.
Před uzavřením Trianonské smlouvy byla obec součástí Uherska. Poté byla součástí první československé republiky. Od roku 1945 byla obec součástí Ukrajinské sovětské socialistické republiky, která byla součástí SSSR, a nakonec od roku 1991 je součástí samostatné Ukrajiny.

## Církevní stavby
- Chrám sv. Jiří, z roku 1993,
- Cerkev sv. Mikuláše Divotvorce, ze 16. století, ukrajinská národní kulturní památka[3]